# Ростошинский, Евгений Николаевич
Евге́ний Никола́евич Ростоши́нский (28 августа 1947, г. Ковров — 11 марта 2006, г. Санкт-Петербург) — советский и российский философ, доктор философских наук, доцент кафедры онтологии, аксиологии и теории познания СПбГУ, специалист в области онтологии и философии естествознания.

## Происхождение
Евгений Николаевич происходил из семьи священнослужителей с. Ростоши Тамбовской губернии; вероятно, его предки, состоявшие в родстве со знаменитым старцем св. Амвросием Оптинским — прототипом старца Зосимы в романе Ф. М. Достоевского «Братья Карамазовы», переселились во Владимирскую губернию в XIX веке.

## Биография
В 1976 окончил философский факультет ЛГУ, а в 1979 — аспирантуру по кафедре философии того же факультета.
С 1980 работал на кафедре философии для естественных факультетов СПбГУ, с 1986 года — доцент философского факультета СПбГУ.
В 1986 г. принимал участие в ликвидации последствий аварии на Черобыльской АЭС.
В 2000 году защитил докторскую диссертацию по теме «Развитие идеи сохранения в философии и естествознании», в которой, по существу, развил философское учение пифагорейцев о категориальной паре противоположностей «покой — движение», интерпретируя её как диалектику «сохранения и развития» или устойчивого развития. Анализируя идею сохранения, показал её историческую дифференциацию, её динамику в религиозно-мифологической и философской картинах мира, проявляющуюся в соотношении относительного (тварного) и абсолютного (вечно существующего, сохраняющегося).

## Научные труды
- Философский аспект понятия «регуляция» // Философские и социальные аспекты взаимодействия современной биологии и медицины. М., 1982;
- К вопросу об организации и эволюции регуляционных механизмов биосистем // Методологические проблемы эволюционной теории: Тарту, 1984;
- Процесс отражения и его структура // Вестник ЛГУ. 1986. Серия «Философия, экономика, право»;
- Понятие регуляции и его философское содержание // Вестник ЛГУ. 1987. Сер. «Философия, экономика, право»;
- Диалектика стихийного и сознательного в управлении природными и социальными процессами // Философские науки. 1987. № 2;
- Современный этап и тенденции развития материалистической диалектики. [В соавт.] // Проблемы диалектики. Иркутск, 1988;
- Эвристическая роль принципа активности отражения в философии и биологии // Роль философии в научном исследовании. Л., 1990;
- Системный подход и проблема диалектическое скачка. [В соавт.] // Вестник ЛГУ. 1990. Серия «Философия, экономика, право»;
- Методологический аспект проблемы регуляции и управления // Народы содружества независимых государств накануне третьем тысячелетия. Реалии и перспективы. СПб., 1996;
- Устойчивость и её аксиологический аспект // Аксиологические проблемы научной и технической реальности. СПб., 1997;
- Социальная реальность и устойчивое развитие // Социальная реальность и социальные теории. СПб., 1998;
- Идея сохранения как основание онтологической структуры // Вестник СПбГУ. 1999. Сер.6. Вып. 1. № 6;
- Проблема сохранения в философии и естествознании. СПб., 1999.
- Структура мифологического мировоззрения // Серия «Мыслители»,	Смыслы мифа: мифология в истории и культуре., Выпуск 8 / Сборник в честь 90-летия профессора М. И. Шахновича Санкт-Петербург : Санкт-Петербургское философское общество, 2001.
- Идея сохранения как начало мировоззрения // Философский век. Альманах. История идей как методология гуманитарных исследований. Отв. редакторы Т. В. Артемьева, М. И. Микешин. — СПб., 2001.
- Культурология и глобальные проблемы современности, СПб, 2001.
- Революция и устойчивое развитие // Революция и современность. Сборник, посвященный памяти доцента кафедры социальной философии и философии истории Почепко В. А. — СПб.: Санкт-Петербургское философское общество, 2001. — С.170-176